# Птах Хотеп (роман)
«Птах Хотеп» (фр. Ptah Hotep) — роман Шарля Дюї, що вийшов уперше в 1971 році. Він представлений як докладна розповідь про пригоди, емоційний і моральний шлях однойменного героя, на уявному тлі стародавнього Середземномор'я.
Перебуваючи на межі кількох жанрів і літературних стилів, роман часто описується критиками як дуже оригінальний, такий, що не піддається класифікації. Це водночас і щоденник з альтернативною історією, і роман містичної ініціації, і книга сюрреалістичної мудрості.

## Історія
Залишившись непоміченим після свого виходу як загальнолітературний твір, «Птах Хотеп» має завдячувати своїм успіхом перевиданню 1993 року в складі зібрання, присвяченого науковій фантастиці. Успіх прийшов незважаючи навіть на те, що сам Шарль Дюї в передмові застерігав читачів від хибного сприйняття його книжки «як роману, чи як фантастичного роману».